# Sœur Christine
Christina Greenstidel, connue comme Sister Christine (sœur Christine) (Nuremberg, Allemagne 17 août 1866 – New York, 27 mars 1930), est une mystique et enseignante allemande, amie et disciple de Swami Vivekananda.

## Biographie
Née en 1866 à Nuremberg dans une modeste famille luthérienne, qui déménage à Détroit alors qu'elle avait trois ans, elle se retrouve orpheline de père à l’âge de dix-sept, et elle devient professeur dans une école publique de Détroit pour soutenir sa mère et ses cinq sœurs.
Le 24 février 1894, elle assiste à une conférence de Vivekananda qui effectue un séjour de six semaines à Détroit et elle en demeure inspirée ; à partir de ce moment-là, commence entre eux une correspondance. Elle rejoint l'Inde et commence à travailler comme professeur et dans le monde social.
Never have I heard such a voice, so flexible, so sonorous. It was the voice of God to me! That range of emotion, that silvery music - I have never heard in any other. It was sheer music… It was the mind that made the first great appeal, that amazing mind! What can one say that will give even a faint idea of its majesty, its splendour? It was a mind so far transcending other minds, even of those who rank as geniuses… Its ideas were so clear, so powerful, so transcendental that it seemed incredible that they could have emanated from the intellect of a limited human being
Je n'ai jamais entendu une telle voix, si souple, si sonore. C'était la voix de Dieu pour moi ! Cette gamme d'émotion, cette musique argentée — Je ne les ai jamais entendues dans une autre. C'était une musique pure… C'était l'esprit qui a fait le premier grand appel, cet esprit incroyable ! Que peut-on dire qui donnerait même juste une vague idée de sa majesté, de sa splendeur ? C'était un esprit transcendant tellement les autres esprits, même de ceux qu’on considère comme des génies… Ses idées étaient si claires, si puissantes, si transcendantes qu'il semblait incroyable qu'elles puissent émaner de l'intelligence d'un être humain limité.
Le 7 avril 1902, Christine arrive à Calcutta, où elle passe un peu de temps avec Vivekananda ; le 5 mai elle voyage avec sœur Nivedita vers Mayavati, mais elle rentre à Calcutta le 4 juillet à la suite du décès de Vivekananda.
Elle vit ensuite à Bosepara Lane, et devient professeur dans l'école de sœur Nivedita. Elle travaille aussi comme assistante sociale auprès de femmes âgées. En 1911, à la mort de sœur Nivedita, elle devient directrice de la Nivedita's girls' school.
Elle demeure en Inde jusqu'en 1914, puis retourne aux États-Unis. Elle revient en Inde en 1924 pour reprendre sa mission de professeur, mais la direction de la Nivedita's girls' school refuse sa demande.
Elle reste en Inde jusqu'en 1928, et doit retourner à Détroit à cause de sa mauvaise santé. Elle meurt à New York le 27 mars 1930.

## Références

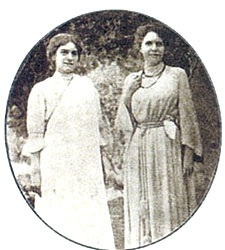
Christina Greenstidel (à gauche) avec sœur Nivedita.